# Скоттсвілл (Кентуккі)
Скоттсвілл (англ. Scottsville) — місто (англ. city) в США, в окрузі Аллен штату Кентуккі. Населення — 4299 осіб (2020).

## Географія
Скоттсвілл розташований за координатами 36°44′56″ пн. ш. 86°11′46″ зх. д. / 36.74889° пн. ш. 86.19611° зх. д. (36.749018, -86.196117).  За даними Бюро перепису населення США в 2010 році місто мало площу 14,77 км², з яких 14,74 км² — суходіл та 0,03 км² — водойми.

## Демографія
Згідно з переписом 2010 року, у місті мешкало 4226 осіб у 1861 домогосподарстві у складі 1130 родин. Густота населення становила 286 осіб/км².  Було 2066 помешкань (140/км²).
Расовий склад населення:
| - 94,5 % — білих - 2,5 % — чорних або афроамериканців - 0,3 % — корінних американців - 0,2 % — азіатів |

До двох чи більше рас належало 2,1 %. Частка іспаномовних становила 1,4 % від усіх жителів.
За віковим діапазоном населення розподілялося таким чином: 23,2 % — особи молодші 18 років, 60,4 % — особи у віці 18—64 років, 16,4 % — особи у віці 65 років та старші. Медіана віку мешканця становила 38,6 року. На 100 осіб жіночої статі у місті припадало 86,7 чоловіків;  на 100 жінок у віці від 18 років та старших — 84,5 чоловіків також старших 18 років.
Середній дохід на одне домашнє господарство  становив 40 822 долари США (медіана — 30 957), а середній дохід на одну сім'ю — 51 569 доларів (медіана — 43 090). Медіана доходів становила 31 081 долар для чоловіків та 30 297 доларів для жінок. За межею бідності перебувало 24,7 % осіб, у тому числі 33,7 % дітей у віці до 18 років та 21,1 % осіб у віці 65 років та старших.
Цивільне працевлаштоване населення становило 1598 осіб. Основні галузі зайнятості: освіта, охорона здоров'я та соціальна допомога — 24,2 %, роздрібна торгівля — 16,5 %, виробництво — 15,5 %.